# Kibaale
Kibaale  este un oraș  în  Uganda. Este reședinta  districtului Kibaale.